# دهستان سانگنگاگچهولینگ
دهستان سانگنگاگچهولینگ (به لاتین: Sangngagchhoeling Gewog) یک دهستان در کشور بوتان است که در ناحیهٔ سامتس واقع شده‌است.